# Contea di Dong'an
La contea di Dong'an (东安县S, Dōng'ān XiànP) è una contea della Cina, situata nella provincia di Hunan e amministrata dalla prefettura di Yongzhou.